# Кубок Ліхтенштейну з футболу 2023—2024
Кубок Ліхтенштейну з футболу 2023–2024 — 79-й розіграш кубкового футбольного турніру в Ліхтенштейні. Титул здобув Вадуц.

## Календар
| Раунд            | Дата                        | Матчі | Клуби   |
| ---------------- | --------------------------- | ----- | ------- |
| Попередній раунд | 11 серпня 2023              | 1     | 17 → 16 |
| 1/8 фіналу       | 22 серпня – 15 вересня 2023 | 8     | 16 → 8  |
| 1/4 фіналу       | 24–25 жовтня 2023           | 4     | 8 → 4   |
| 1/2 фіналу       | 9–10 квітня 2024            | 2     | 4 → 2   |
| Фінал            | 8 травня 2024               | 1     | 2 → 1   |

## Попередній раунд
| Команда 1      | Рахунок | Команда 2 |
| -------------- | ------- | --------- |
| 11 серпня 2023 |         |           |
| Трізен III     | 0:3     | Вадуц III |

## 1/8 фіналу
| Команда 1       | Рахунок      | Команда 2       |
| --------------- | ------------ | --------------- |
| 22 серпня 2023  |              |                 |
| Руггелль        | 1:8          | Вадуц           |
| Шан             | 1:2          | Ешен-Маурен     |
| Ешен-Маурен II  | 1:2 дч       | Трізен          |
| Трізен II       | 0:8          | Трізенберг      |
| 23 серпня 2023  |              |                 |
| Вадуц-2         | 0:1          | Бальцерс        |
| Шан II          | 6:1          | Трізенберг II   |
| 29 серпня 2023  |              |                 |
| Руггелль II     | 2:0          | Бальцерс II     |
| 15 вересня 2023 |              |                 |
| Вадуц III       | 2:2 пен. 5:4 | Ешен-Маурен III |

## 1/4 фіналу
| Команда 1      | Рахунок | Команда 2  |
| -------------- | ------- | ---------- |
| 24 жовтня 2023 |         |            |
| Шан II         | 1:4     | Трізен     |
| Руггелль II    | 1:2 дч  | Трізенберг |
| Вадуц III      | 1:6     | Бальцерс   |
| 25 жовтня 2023 |         |            |
| Ешен-Маурен    | 1:2 дч  | Вадуц      |

## 1/2 фіналу
| Команда 1     | Рахунок | Команда 2 |
| ------------- | ------- | --------- |
| 9 квітня 2024 |         |           |
| Трізенберг    | 2:0     | Трізен    |
| Бальцерс      | 0:5     | Вадуц     |

## Фінал
| 8 травня 2024 19:00 |

| Вадуц                              | 5:0      | Трізенберг |
| ---------------------------------- | -------- | ---------- |
| Гольяр 3', 32' Джокіч 9', 58', 88' | Протокол |            |

| Райнпарк, Вадуц Глядачів: 1 632 Арбітр: Маріян Дрмич (Швейцарія) |